# Patio de la Madera

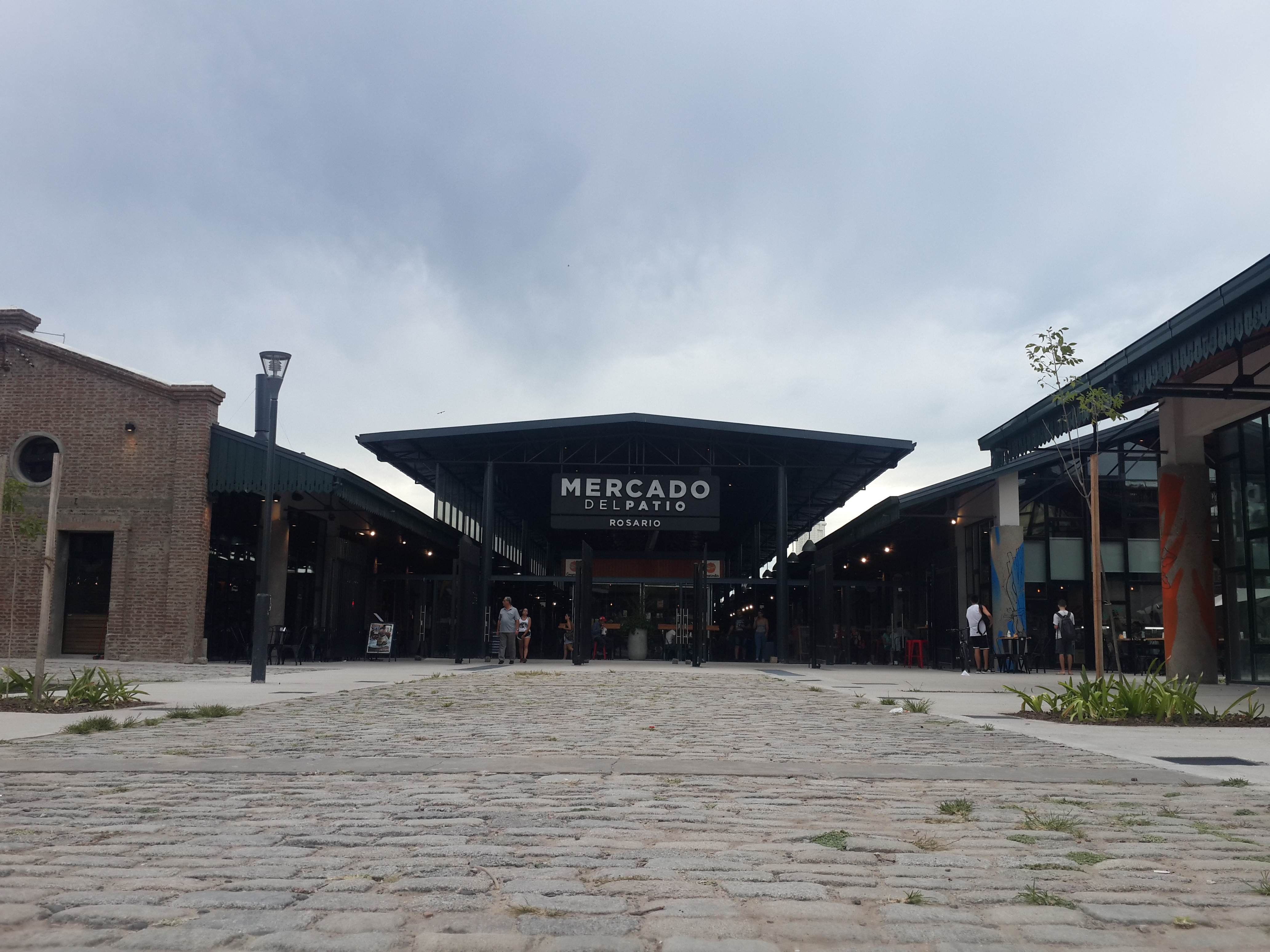
Lo que fue el Patio de la Madera, hoy en día es el Mercado del Patio.

El Centro de Exposiciones y Convenciones Patio de la Madera, actualmente conocido como Mercado del Patio, fue uno de los predios feriales municipales más grandes e importantes de la ciudad de Rosario (Argentina).

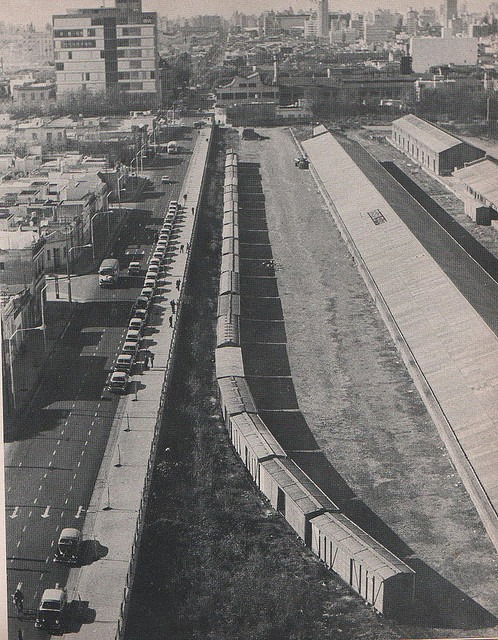
Ex playón de cargas del FCSF, luego Belgrano, en tiempos mejores. Foto tomada desde la estación Rosario FCSF, luego terminal de ómnibus.

Enclavado en la zona centro-oeste de la ciudad ocupa junto con el parquizado circundante las 3 manzanas comprendidas entre las calles Caferatta al oeste, Córdoba al sur, Vera Mújica al este y Santa Fe al norte. Este espacio fue una estación de cargas del Ferrocarril Provincial de Santa Fe (FCSF), a la misma llegaban vagones plataformas con rollizos, con cal, azúcar, carbón, tolvas con piedras y se despachaban, tractores, tablones de madera, repuestos entre otras cosas, además salía mucho tráfico internacional para la ENFE Bolivia y también a Chile. En frente la Terminal de Ómnibus Mariano Moreno, exestación Rosario de dicho ferrocarril, reconvertida en 1950 a terminal de ómnibus.
El edificio central provee de comodidades para convenciones, conferencias, exhibiciones artísticas y shows, con un auditorio para 1 800 personas y seis sitios más pequeños con capacidades entre 120 y 370 butacas. Hay 4 000 m² de área cubierta (más 1 000 semicubiertas, y 7 200 en el exterior).
El complejo incluyó dos discotecas, un anfiteatro, un área de parque con esculturas y un lago artificial, dos restaurantes de cocina internacional, un local de comida rápida, y estacionamiento para 250 vehículos.
En él se realizaban distintas actividades tales como simposios, convenciones, exposiciones, ferias comerciales y eventos sociales. El amplio sector parquizado es apto para la práctica deportiva liviana y es usado asiduamente por la población rosarina como lugar de esparcimiento y reunión dada su ubicación estratégica frente a la terminal y a minutos del centro de la ciudad.

## Mercado del Patio
Es una propuesta en la construcción de un paseo, que fue inaugurado el 25 de septiembre de 2017, con locales dedicados a la venta de productos hechos y cultivados en Rosario.